# Magritte du meilleur court métrage documentaire
 (août 2022).
Si vous disposez d'ouvrages ou d'articles de référence ou si vous connaissez des sites web de qualité traitant du thème abordé ici, merci de compléter l'article en donnant les références utiles à sa vérifiabilité et en les liant à la section « Notes et références ».
Le Magritte du meilleur court métrage documentaire est une récompense décernée par l'Académie André Delvaux, laquelle décerne également tous les autres Magritte du cinéma. Il est accordé au meilleur court métrage documentaire belge francophone de l'année.
Ce Magritte est décerné depuis 2022, à l'occasion de la 11e cérémonie. Auparavant, l'Académie André Delvaux décernait déjà le Magritte du meilleur long métrage documentaire, intitulé « Magritte du meilleur documentaire » jusqu'en 2013.

## Palmarès

### Années 2020
| Année | Film                   | Réalisateur(s)                    |
| ----- | ---------------------- | --------------------------------- |
| 2022  | Mother's               | Hippolyte Leibovici               |
| 2022  | Belgium-20             | Jean-Benoît Ugeux                 |
| 2022  | Juliette the Great     | Alice Khol                        |
| 2022  | Maîtresse              | Linda Ibbari                      |
| 2023  | Arbres                 | Jean-Benoît Ugeux                 |
| 2023  | Dernier voyage au Laos | Manon Saysouk                     |
| 2023  | Masques                | Olivier Smolders                  |
| 2023  | On la nomme la brûlure | Bénédicte Liénard et Mary Jimenez |

## Récompenses et nominations multiples
Une récompense et une nomination :
- Jean-Benoît Ugeux : récompensée en 2023 pour Arbres, et nommée en 2022 pour Belgium-20.